# Cryptus uzbekistanicus
Cryptus uzbekistanicus är en stekelart som beskrevs av Maljavin 1965. Cryptus uzbekistanicus ingår i släktet Cryptus och familjen brokparasitsteklar. Inga underarter finns listade i Catalogue of Life.